# محبوبة مفتي
محبوبة مفتي (22 مايو 1959 - ) هي سياسية هندية من حزب شعب جامو وكشمير الديمقراطي، شغلت منصب رئيسة وزراء جامو وكشمير من 4 أبريل 2016 إلى 19 يونيو 2018، وشكلت حكومة ائتلافية مع حزب بهاراتيا جاناتا واستقالت في 19 يونيو 2018 بعد انسحاب حزب بهاراتيا جاناتا من الائتلاف.
كانت أول وآخر امرأة تشغل منصب رئيس الوزراء في الولاية، وهي رئيسة حزب الشعب الديمقراطي وكانت عضوًا في البرلمان الهندي.